# Siurgus Donigala
Siurgus Donigala (sardisk: Seùrgus Donigàla, Sriùgus Donigàlla) er en by og en kommune (comune) i provinsen Sud Sardegna i regionen Sardinien i Italien. Byen ligger i 452 meters højde og har 1.992 indbyggere (2016). Kommunen har et areal på 76,39 km² og grænser til kommunerne Goni, Mandas, Nurri, Orroli, San Basilio, Senorbì, Silius og Suelli.